# República da Flórida Ocidental
A República da Flórida Ocidental foi uma república de curta duração na região da Flórida Ocidental espanhola que existiu de 23 de setembro a 10 de dezembro de 1810.
Após os Estados Unidos contestar a soberania da Espanha sobre a Flórida Ocidental, Os dois países realizaram longas negociações inconclusivas. Enquanto isso, colonos estadunidenses estabeleceram um ponto de apoio na área e resistiram ao controle espanhol. Os colonos britânicos, que permaneceram na região, também se ressentiram com o governo espanhol, levando a uma rebelião em 1810 e ao estabelecimento da República da Flórida Ocidental.
Pouco tempo depois, após o presidente dos Estados Unidos, James Madison, autorizar a tomada de posse da Flórida Ocidental, que ficava situada entre os rios Mississippi e Perdido, com base em uma afirmação tênue de que fazia parte da Compra da Louisiana. O território foi ocupado e anexado pelos Estados Unidos e é hoje uma parte oriental do estado da Luisiana.